# Rui Knopfli
Rui Manuel Correia Knopfli (* 10. August 1932 in Inhambane, Portugiesisch-Ostafrika; † 25. Dezember 1997 in Lissabon, Portugal) war ein mosambikanischer Schriftsteller und Poet.

## Leben
Rui Knopfli war ein Nachfahre portugiesischer Einwanderer. Nach seinem Studium in Südafrika arbeitete er als Journalist, Literatur- und Film-Kritiker in Lourenço Marques, dem heutigen Maputo. Als Gegner des Kolonialismus schrieb er für die regimekritischen Zeitschriften A Tribuna und A Voz de Moçambique, die die Unabhängigkeit von Portugal forderten. Während dieser Zeit begann auch sein dichterisches Schaffen. Außerdem übersetzte er englischsprachige Autoren. Nach der Unabhängigkeit des Landes 1975 verließ Knopfli Mosambik und ging nach Großbritannien, wo er von 1975 bis 1997 für die portugiesische Botschaft arbeitete. Daneben veröffentlichte er in portugiesischen Zeitschriften. 1984 wurde sein dichterisches Werk mit dem Preis des PEN-Clubs ausgezeichnet. Rui Knopfli starb am Weihnachtstag 1997 in Lissabon. 2003 wurde posthum eine Anthologie seiner Gedichte mit dem Titel „Obra poética“ veröffentlicht.
Die Lyrik Knopflis ist stark von der Suche nach seiner Identität und der Zerrissenheit zwischen Europa und Afrika geprägt. Liebe, Melancholie und Naturmeditationen sind Themen seiner Gedichte. Seine Sprache ist von umgangssprachlichen Elementen gekennzeichnet.

## Werke
- O País dos Outros (1959)
- Reino Submarino (1962)
- Máquina de Areia (1964)
- Mangas Verdes com Sal (1969)
- A Ilha de Próspero (1972)
- O Escriba Acocorado (1978)
- Memória Consentida (1982)
- O Corpo de Atena (1984)
- O monhé das cobras (1997)
- Obra poética (2003, posthum)